# OpenPGP
OpenPGP is de meest gebruikte standaard voor e-mail- en tekstencryptie. Het is gemaakt door de OpenPGP Working Group van de Internet Engineering Task Force (IETF). Het was gebaseerd op de standaard RFC 2440, latere versies zijn gebaseerd op RFC4880. OpenPGP is gebaseerd op Pretty Good Privacy (PGP), een programma geschreven in 1991 door Phil Zimmermann.

## Werking en gebruik
OpenPGP maakt gebruik van asymmetrische cryptografie waardoor er twee sleutels vereist zijn: één om te versleutelen en één om te ontsleutelen. OpenPGP wordt gebruikt in Linux in combinatie met GNU Privacy Guard voor de veilige uitwisseling van gegevens.